# チェ・ウシク
チェ・ウシク（朝: 최우식、1990年3月26日 - ）は、大韓民国で活動する韓国系カナダ人の俳優。ソウル特別市生まれ。fable Company所属。

## 来歴
1990年、韓国のソウル特別市で生まれる。
2001年、11歳（小学5年生）の頃に家族でカナダのバンクーバーに移住。
2010年、カナダのサイモンフレーザー大学で舞台演出を勉強していたところ、友人に「演出の勉強のため、先に演技をしてみたらどうか」「韓国ではRAINやイ・ジュンギのように二重まぶたではない一重まぶたのスターの人気が高いから、お前も早く行ってみな」と勧められ、ドラマ『ドリームハイ』のオンラインオーディションを受けるため、韓国に戻る。オーディションには合格したが、製作側の都合により出演は白紙になった。
2011年、端役を経た後、『チャクぺ -相棒-』で俳優デビュー。
2012年、サイモンフレーザー大学を中退し、中央大学校アジア文化学科に入学。JYPエンターテインメントに所属。
2014年、『巨人』で映画初主演。
2015年、『ホグの愛』でドラマ初主演。
2016年、『新感染 ファイナル・エクスプレス』で野球部の高校生、ヨングク役に抜擢。作品は、韓国で観客動員数1000万人を突破した。
2018年、JYPエンターテインメントとの6年間の専属契約が終了。マネジメントSOOPに所属。
2019年、『パラサイト 半地下の家族』でソン・ガンホ演じるギテクの息子、ギウ役に抜擢。この役柄について「すごく勉強になった現場だったし、話し手としてストーリーを引っ張っていく役だったのでプレッシャーが大きかったけれど、現場を恐れず、気楽に考えるために努力しながら撮影に臨んだ」 とのちに語っている。作品は、第72回カンヌ国際映画祭でパルム・ドールの受賞を果たしたほか、第92回アカデミー賞では作品賞、監督賞、脚本賞、国際長編映画賞を受賞した。また、この作品のエンディング曲である「Soju One Glass」を自ら歌った。

## 人物
- 7歳年上の兄がいる[9]。
- 「チョコ」という名前のヨークシャー・テリアを飼っている[18]。
- カナダに10年間住んでいたため、英語が堪能。しかし、幼少期は、言葉の不自由さから現地生活に馴染むことができず、英語も朝鮮語も完ぺきに使いこなすことができなかったという[19]。オーディションを受けるために韓国に戻ってきたばかりの頃は朝鮮語の発音があまり上手くなかったが、現在は英語より朝鮮語の方が楽だという[8]。

- 学生時代は、ジャズバンドやオーケストラバンドを組んで音楽活動をしたり[8]、第二外国語として日本語を学ぶなど[20]、様々なことをしていた。また、成績が良く、ほとんどの教科の評価がAからA+だったという[7]。

### 俳優として
- 演技力の高さに定評があり、『オクジャ/okja』『パラサイト 半地下の家族』を監督したポン・ジュノからは「若手の代表格」と評された[21]。
- 自身のキャラクターについては、「どこにでもいそうで、弱そうに見えることには自信がある[22]」「平凡な顔なので、さまざまなキャラクターを務められると思います[23]」と語っている。

### 交友関係
- 俳優のパク・ソジュン、パク・ヒョンシク、 BTSのV、ラッパーのPeakboyとは、日頃から「ウガファミリー[24]」の仲間として旅行に出掛けたり[25]、互いに差し入れを送り合うなど[26]、特に親しく交流している。

## 出演

### テレビドラマ
- 新・別巡検3（2010年、MBC） - ドンス 役
- トンイ（2010年、MBC） - 両班 役
- 見れば見るほど愛嬌満点（2010年、MBC） - チョン・スジョンの彼氏 役
- チャクペ〜相棒〜（2011年、MBC） - ギドン（少年時代） 役
- 根の深い木（2011年、SBS） - チョン・ギジュン（青年期） 役
- 素敵な人生づくり（2011年-2012年、SBS） - ナ・ジュラ 役
- TEN（2011年-2012年、OCN） - パク・ミンホ 役
- 友達の中に犯人がいる（2012年、KBS2） - ドヒョン 役
- 屋根部屋のプリンス（2012年、SBS） - ト・チサン 役[27]
- ファミリー（2012年-2013年、KBS2） - ヨル・ウボン 役
- TEN リターン（2013年、OCN） - パク・ミンホ役[28][29]
- 君を守る恋〜Who Are You〜（2013年、tvN） - ヒグ 役（カメオ出演）[30]
- 特命、彼女を守れ！（2013年、MBC） -ブ・ジュンシク 役
- 君たちは包囲された！-アクシデント・ラブ-（2014年、SBS） - チェ・ウシク 役
- 運命のように君を愛してる（2014年、MBC） - イ・ヨン 役
- 傲慢と偏見（2014年、MBC） - イ・ジャンウォン 役
- ホグの愛（2015年、tvN） - カン・ホグ 役[31]
- 私のファンタスティックな葬式（2015年、SBS） - パク・ドンス 役
- サム、マイウェイ〜恋の一発逆転!〜（2017年、KBS2） - パク・ムビン 役（カメオ出演）[32]
- 恋するパッケージツアー～パリから始まる最高の恋～（2017年、JTBC） - キム・ギョンジェ 役[33]
- その年、私たちは（2021年-2022年、SBS） - チェ・ウン 役[34]
- 殺人者のパラドックス（2024年2月9日、NETFLIX）- イ・タン役
- 恋するムービー （2025年、Netflix）- コ・ギョム役

### Webドラマ
- 見知らぬ一日（2013年、ネイバーキャスト） - チェ・マンシク 役
- ドリームナイト（2015年、ネイバーキャスト）（カメオ出演）[35]
- ソムナム（2017年、ネイバーキャスト） - パク・ギュテ 役

### 映画
- 私が、生きる理由（2011年） - キム・テホ 役
- 非情な都市（2012年） - チョン・ボンヨン 役
- シークレット・ミッション（2013年） - ユン・ユジュン 役[36]
- 巨人（2014年） - パク・ヨンジェ 役
- ビッグマッチ（2014年） - グル 役[37]
- イン・ザ・ルーム（2015年） - ミンジュン 役
- 新感染 ファイナル・エクスプレス（2016年） - ミン・ヨングク 役[38][39]
- オクジャ/okja（2017年） - キム 役
- ゴールデンスランバー（2018年） - ジュホ 役
- ときめき・プリンセス婚活期（2018年） - ナム・チホ 役[40]
- The Witch 魔女（2018年） - クィ・ゴンジャ 役[41]
- ムルゲ 王朝の怪物（2018年） - ホ宣伝官 役[42]
- 愛の旋律（2019年） - スンチョル（青年期） 役
- パラサイト 半地下の家族（2019年） - ギウ 役 [43]
- ディヴァイン・フューリー/使者（2019年） - チェ神父 役[44]
- 狩りの時間（2020年） - ギフン 役[45][46]
- 警官の血（2022年）- チェ・ミンジェ 役[47]

### 短編映画
- ピアノ・エチュード（2011年）

### Web映画
- CASS アオルビ（2019年）[48]

### ミュージックビデオ
- IU「My Old Story」（2014年）
- DAY6「Congratulations」（2015年）
- DAY6「You Were Beautiful」（2017年）
- Lim Seul Ong「The Moment」（2017年）

### テレビ番組
- Real Mate in オーストラリア（2012年、QTV）[49]
- 心臓が跳ねる（2013年 - 2014年、SBS）[50]
- ラジオスター（2014年、MBC）[51]
- ジャングルの法則 in ニカラグア（2015年、SBS）[52]
- One Night Food Trip（2016年、O'live）
- 夏休み（2020年、tvN）[53]
- ユンステイ（2021年、tvN）[54]
- IN THE SOOP フレンドケーション（2022年、JTBC）[55]
- ソジンの家（2023年、tvN）[56]
- ソジンの家2（2024年、tvN）

### ラジオ番組
- FM映画音楽 ハン・イェリです（2018年6月26日、MBC FM4U）
- チェ・ファジョンのパワータイム（2019年5月17日、SBSパワーFM）ポン・ジュノと共にゲスト出演

### 広告
- 現代自動車「現代自動車スマートセンス」（2018年）
- OBビール「CASS アオルビ」（2019年）
- コーロンインダストリー「カスタムメロウ」（2019年）
- WantedLab「Wanted」（2019 - 2020年）
- PROJECT：M（2021年）[57]
- fresh（2021年）[58]

## 雑誌
| 年度 | 月号     | 雑誌名       | 参考   |
| ---- | -------- | ------------ | ------ |
| 2011 |          | COSMOPOLITAN | [ 59 ] |
| 2011 | 1st Look |              |        |
| 2014 | 3月号    | Men's Health | [ 60 ] |
| 2015 | 1月号    | URBANLIKE    | [ 61 ] |
| 2015 | 2月号    | @star1       | [ 62 ] |
| 2015 | 3月号    | allure korea | [ 63 ] |
| 2016 | 8月号    | CINE21       | [ 64 ] |
| 2016 | 8月号    | MAX MOVIE    |        |
| 2016 | 8月号    | ELLE         | [ 65 ] |
| 2018 | 7月号    | ARENA HOMME+ | [ 66 ] |
| 2020 | 2月号    | VOGUE KOREA  | [ 67 ] |
| 2020 | 3月号    | CINE21       | [ 68 ] |
| 2020 | 3月号    | GRAZIA       | [ 69 ] |
| 2021 | 4月号    | COSMOPOLITAN | [ 70 ] |
| 2021 | 7月号    | ELLE         | [ 71 ] |
| 2021 | 11月号   | COSMOPOLITAN | [ 72 ] |

## 音楽
- Some Guys（2017年） - Webドラマ『ソムナム』劇中歌
- Soju One Glass（2019年） - 映画『パラサイト 半地下の家族』劇中歌

## 賞とノミネート

### 受賞
- 2014年「第19回 釜山国際映画祭：今年の俳優賞」（『巨人』）[73]

- 2015年「第2回 野の花映画賞：新人男優賞」（『巨人』）[74][75]

- 2015年「第35回 韓国映画評論家協会賞：新人男優賞」（『巨人』）[76]
- 2015年「第36回 青龍映画賞：新人男優賞」（『巨人』）[77]
- 2015年「第16回 釜山映画評論家協会賞：新人男優賞」（『巨人』）[78]
- 2015年「第4回 韓国映画俳優協会スターの夜：韓国映画人気スター賞」（『巨人』）[79]

- 2016年「MAX MOVIE 最高の映画賞：ライジングスター賞」[80]
- 2017年「第22回 春史大賞映画祭：特別人気賞」[81]
- 2019年「2020大韓民国ファーストブランド大賞：男性映画俳優部門」[82]

- 2019年「シアトル映画批評家協会賞：アンサンブル・キャスト賞」（『パラサイト 半地下の家族』）[83]
- 2020年「全米映画俳優組合賞：アンサンブル・キャスト賞」（『パラサイト 半地下の家族』）[84]

### ノミネート
- 2015年「MAX MOVIE 最高の映画賞：新人男優賞」（『巨人』）
- 2015年「釜日国際映画祭：新人男優賞」（『巨人』）[85][86]
- 2019年「第24回 春史大賞映画祭：最優秀俳優賞」（『パラサイト 半地下の家族』）
- 2019年「釜日国際映画祭：最優秀俳優賞」（『パラサイト 半地下の家族』）
- 2019年「ディレクターズカットアワード：最優秀俳優賞」（『パラサイト 半地下の家族』）
- 2020年「アジア映画賞：助演男優賞」（『パラサイト 半地下の家族』）
- 2020年「アジアアーティストアワード：人気俳優賞」